# Tomopisthes tullgreni
Tomopisthes tullgreni là một loài nhện trong họ Anyphaenidae.
Loài này thuộc chi Tomopisthes. Tomopisthes tullgreni được Eugène Simon miêu tả năm 1905.